# Jurca (okręg Kluż)
Jurca – wieś w Rumunii, w okręgu Kluż, w gminie Recea-Cristur. W 2011 roku liczyła 77 mieszkańców.